# Цулукидзе, Меги Семёновна
Меги Семёновна Цулукидзе (груз. მეგი სიმონის ასული წულუკიძე, 1 января 1921, Тифлис — 6 ноября 1993, Тбилиси) — советская актриса театра и кино, заслуженная артистка Грузинской ССР (1966).  

## Биография
Родилась 1 января 1921 года в Тифлисе. С 1939 по 1941 год жила в Харькове, где училась в медицинском институте. В 1946 году начала работать в Сухумском драматическом театре. В 1948—1949 годах работала в Батумской государственной филармонии, а с 1953 года — в Грузинской государственной филармонии. В 1954 году Цулукидзе пригласили на киностудию «Грузия-фильм».
В 1940-х годах состояла в любовных отношениях с писателем Константином Гамсахурдия. В то время он был женат на Миранде Палавандишвили и решил заключить брак с Цулукидзе в церкви. Через несколько дней после венчания они расстались, а Гамсахурдия из-за участия в религиозном обряде вызвали в ЦК. «У меня есть описание сцены венчания в «Давиде Строителе», и оно должно было быть более реалистичным, поэтому я сделал это, иначе я бы уже выгнал эту женщину из дома», — сказал он. Затем актриса вышла замуж за режиссёра Семёна Долидзе.
Меги Цулукидзе была членом Союза кинематографистов Грузии. 
Умерла в Тбилиси 6 ноября 1993 года. Похоронена в Дидубийском пантеоне.

## Фильмография
| Год  | Фильм                         | Роль                   | Примечание                  |
| ---- | ----------------------------- | ---------------------- | --------------------------- |
| 1955 | «Мастера грузинского балета»  | Сефе                   |                             |
| 1956 | «Песнь Этери»                 | жена Георгия           |                             |
| 1958 | «Фатима»                      | Зарета, подруга Фатимы |                             |
| 1959 | «День последний, день первый» | жена Гигаури           |                             |
| 1960 | «Дедушка Гигия»               | учительница Нино       |                             |
| 1961 | «Костры горят»                | Кесария                | дублировала Марина Фигнер   |
| 1963 | «Палиастоми»                  | княжна Кетеван         | дублировала Нина Никитина   |
| 1966 | «Встреча с прошлым»           | Даринэ                 | дублировала Тамара Сёмина   |
| 1966 | «Абесалом и Этери»            | царица Натела          |                             |
| 1967 | «Город просыпается рано»      | Медея                  |                             |
| 1970 | «Сады Семирамиды»             | Магда                  |                             |
| 1971 | «Гела»                        | мать Гелы              |                             |
| 1972 | «Весёлый роман»               | Като                   | дублировала Тамара Сёмина   |
| 1975 | «Побег на рассвете»           | Нато                   | дублировала Н. Зорская      |
| 1979 | «Человек ли он?»              | Хорешан, сваха         | дублировала Серафима Холина |
| 1986 | «До луны рукой подать»        | мать Гии               |                             |
| 1986 | «Круговорот»                  | Матико                 | дублировала Тамара Совчи    |

## Награды и звания
В 1966 году Меги Цулукидзе было присвоено звание заслуженной артистки Грузинской ССР.
В 1967 году она получила приз журнала «Сабчота хеловнеба» на кинофестивале республик Закавказья и Украины за лучшую роль в фильме «Встреча с прошлым», а в 1968 году в Ленинграде — вторую премию III Всесоюзного кинофестиваля за ту же роль.